# شفاينفورت

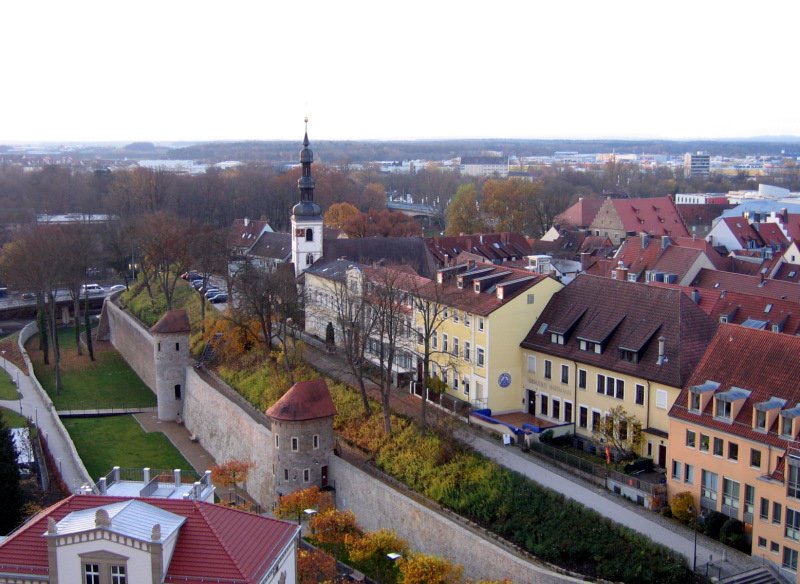
أسوار المدينة بالقرب من كنيسة سانت سلفادور

شفاينفورت (بالألمانية: Schweinfurt) هي مدينة في منطقة فرانكونيا السفلى من بافاريا في ألمانيا على الضفة اليمنى من نهر الماين. عدد سكانها اعتبارا من 31 ديسمبر 2011 هو 53,247.
مدينة شفاينفورت تحد مدينة باد كيسينغن (Bad kissingen) و أيضاً باد نوي شتاد (Bad Neustadt) و كارل شتاد (Karlstadt) وبعض المدن الأخرى.

## توأمة
لشفاينفورت اتفاقيات توأمة مع كل من:
- شاتودون منذ (1964 - )
- North Lanarkshire [الإنجليزية]‏ منذ (1962 - )
- سينايوكي (1979 - )

## أعلام
- يوهانس غايس
- يوهان فريدريش وولف
- أندرياس كوبفر
- غونتر تسيغلر

## وصلات خارجية
- الموقع الرسمي (بالألمانية)